# Verwaltungsmanagement
Das Verwaltungsmanagement umfasst alle Mittel des Personalmanagements, der Verteilung der zur Verfügung stehenden Haushaltsmittel für Behörden und des Change Managements. Dabei sind die besonderen Rahmenbedingungen der Öffentlichen Verwaltung im Vergleich zur Privatwirtschaft zu berücksichtigen. Die wichtigsten Grundlagen sind die Gesetze über Beamte und Angestellte sowie das Haushaltsrecht. Wichtige Arbeitsbereiche sind die Digitalisierung und das Prozessmanagement. Aktuelle Ansätze für Verwaltungsreformen ergeben sich aus Modellen wie dem New Public Management, dem Neuen Steuerungsmodell, Good Governance, dem Neo-Weberianischen Staat und der Bürgerkommune.

## Medien
- Kristof Tobias Germer: Erfolgreiches Verwaltungsmanagement - Grundlagen für Führungskräfte in der öffentlichen Verwaltung. Springer Gabler Verlag, Berlin 2021, ISBN 978-3-662-63484-4.
- Kristof Tobias Germer: Praxisleitfaden für Führungskräfte im öffentlichen Dienst - Den Führungsalltag erfolgreich gestalten. Springer Gabler Verlag, Berlin 2023, ISBN 978-3-662-66679-1.
- Andreas Gourmelon, Michael Mroß, Sabine Seidel: Management im öffentlichen Sektor: Organisationen steuern – Strukturen schaffen – Prozesse gestalten. Rehm Verlag, München 2018, ISBN 978-3-8073-2680-1.
- Hans–Jürgen Schmidt, Christer Petersen: Betriebswirtschaftslehre und Verwaltungsmanagement. facultas.wuv Universitätsverlag, Wien 2004, ISBN 978-3-8252-2227-7.
- Verwaltungsmanagement im Wirtschaftslexikon